# Гундерсон, Роберт С.
Роберт С. Гундерсон (6 декабря 1931 — 23 июня 2003) — историк и генеалог норвежского происхождения, главный специалист исследований королевских семей Генеалогического Общества штата Юта. Известен тем, что впервые применил термин «редукция предков» (англ. Pedigree collapse).

## Карьера
Гундерсон начал свою карьеру в Генеалогическом Обществе штата Юта в 1964 году и в 1972 году открыл и возглавил в нём Royalty Identification Unit (отдел занимающийся генеалогией королевских семей).
Пример его деятельности — с двумя своими ассистентами пытался идентефицировать всех возможных потомков короля Англии Эдуарда IV.
На Всемирной Конференции Записей (World Conference on Records) в Солт-Лейк-Сити в 1980 году в своем выступлении «Связывая свою родословную с королевскими, знатными и средневековыми династиями» («Connecting Your Pedigree Into Royal, Noble and Medieval Families») Робер С. Гундерсон впервые выдвинул концепцию редукции предков (Pedigree Collapse).